# Coogi

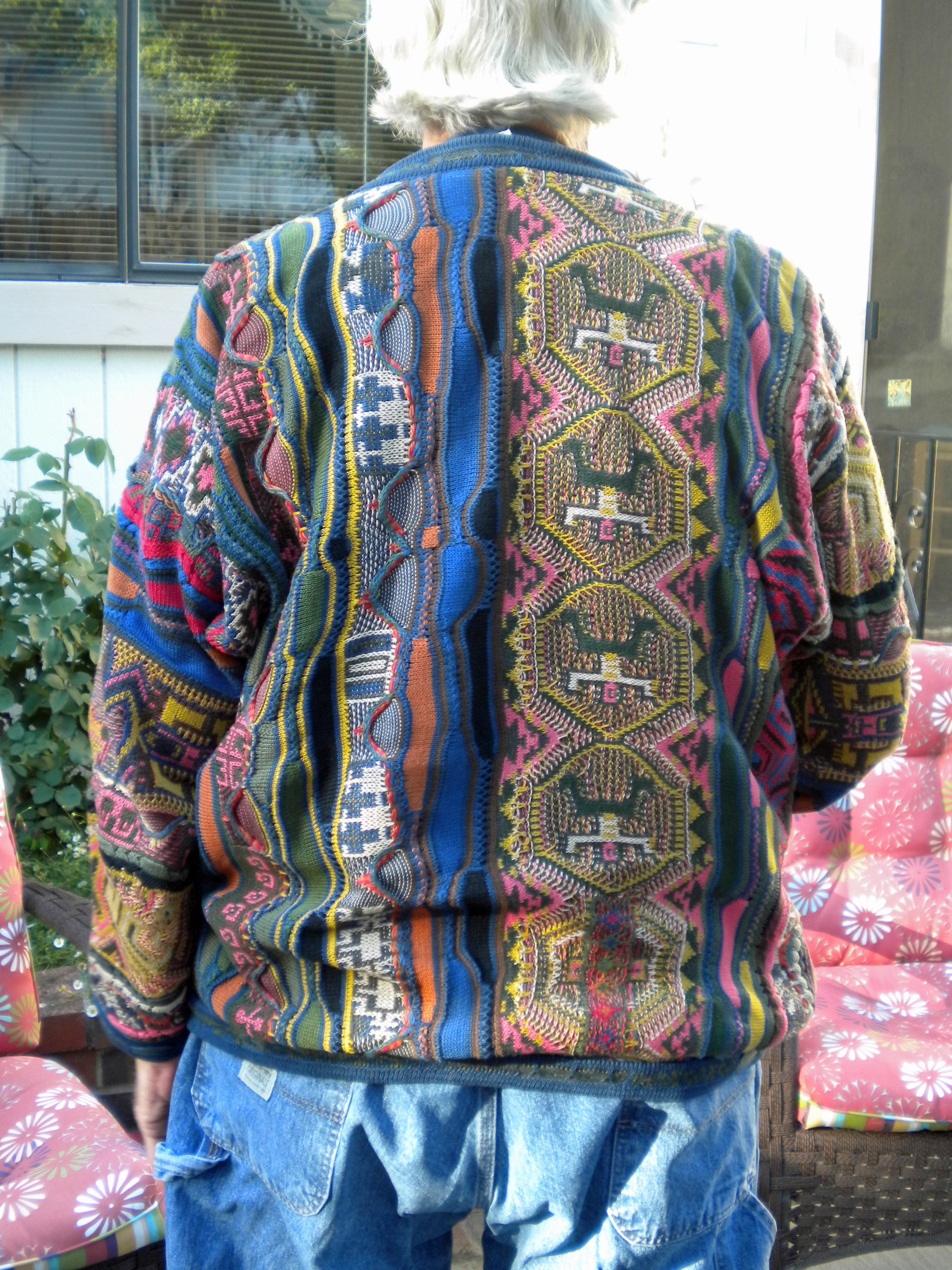
Coogi

Coogi je módní značka, která vyrábí barevné pletené oblečení.

## Historie
Firma byla založena v roce 1969 jako Cuggi na předměstí Toorak australského města Melbourne. Přejmenována na Coogi byla v roce 1987 a od roku 1992 je zaregistrována pod mezinárodní ochranou známkou jako značka oblečení, kosmetiky, toaletních potřeb, koženého zboží, nábytku, textilu a hraček.
V roce 2002 Coogi přemístila své sídlo do New Yorku, kde získala oblibu díky barevným svetrům. Následně rozšířila sortiment oblečení o trička, džíny, košile, mikiny, obuv, kabelky, plavky a spodní prádlo.
Oživení se dočkala v roce 2014 se zaměřením na výrobu svetrů v barevných úpravách. V populární kultuře se proslavila také písní „Cosby Sweater“.
Australský hudebník Daniel Smith v srpnu 2014 během rozhovoru pro New York Times oznámil, že vlastní sbírku Coogi svetrů. Během 90. let byla značka spojována s rappery jako je Notorious BIG. V současnosti je Coogi spojována s kulturními ikonami jako jsou ASAP Rocky, Snoop Dogg nebo Mac Miller.